# 좁쌀공말목
좁쌀공말목 또는 볼복스목(Volvocales)은 녹조강에 속하는 녹조류 목의 하나이다. 최근에 클라미도모나스목에 포함하여 분류하기도 한다.

## 하위 분류
- 카르테리아과 (Carteriaceae)
- Dangeardinellaceae
- Goniaceae
- Phacotaceae
- Spondylomoraceae
- Tetrabaenaceae
- 볼복스과 (Volvocaceae) - 볼복스속 등